# Охрименко, Григорий Николаевич
Григорий Николаевич Охрименко (укр. Григорій Миколайович Охріменко; 15 апреля 1910 года, Гайворон, Черниговская губерния, Российская империя — 31 марта 1996 года, Феодосия, Украина) — советский военачальник, Народный герой Югославии, командир бригады траления Дунайской военной флотилии, капитан 2-го ранга. Контр-адмирал Советского флота (1967).

## Биография
Родился 15 апреля 1910 года в селе Гайворон Дмитровского района Черниговской области. В  1927 году окончил семилетнюю школу в с. Голенка и  пытался устроиться юнгой на корабли Черноморского флота, но получил отказ,  шесть месяцев работал учеником матроса на рыболовецком судне «Красный кубанец» Черноморского рыбтреста. В 1930 году окончил Туапсинский сельскохозяйственный техникум по специальности агроном по виноградарству и был направлен в совхоз им. С. Перовской под Севастополь. 

### Военная служба

#### Довоенное время
В сентябре 1932 года был призван на действительную военную службу на Черноморский флот. С декабря 1932 года по январь 1934 года обучался на особых курсах учебного отряда ЧФ, с января 1934 года по январь 1936 года – на курсах командного состава при учебном отряде ЧФ. По окончании курсов в звании "лейтенант" проходил службу в должности дивизионного минера дивизиона канонерских лодок ЧФ. С октября 1936 года по октябрь 1937 год обучался на специальных курсах усовершенствования командного состава при ВВМУ им. М.В. Фрунзе по специальности минно-торпедное оружие. После окончания СКУКС был назначен помощником начальника отделения в минно-торпедное управление ВМФ, где служил на должностях командира-торпедиста (январь 1938 – май 1939), инженера (май 1939 – май 1940). В августе 1940 года старший лейтенант назначен помощником военпреда на военный завод № 205 г. Москвы, где осуществлял контроль над качеством изготовления приборов управления стрельбой.

#### Великая Отечественная война
С началом  войны в августе 1941 года откомандирован на Черноморский флот для борьбы с минами противника в Севастополе и с октября того же года назначен в распоряжение Военного Совета ЧФ с исполнением обязанностей младшего флагманского минера ЧФ. В осажденном Севастополе находился до 28 апреля 1942 года и периодически выходил в море на кораблях флота, решавших задачу обороны Одессы. В феврале 1943 года капитан-лейтенанта  Охрименко приказом Командующего ЧФ назначают флагманским минером Штаба Керченской ВМБ, но уже 9 марта 1943 года этот приказ отменен и Охрименко возвращается к выполнению своих обязанностей младшего минера Штаба ЧФ. 
Воссоздавая в апреле 1944 года Дунайскую военную флотилию для помощи в дальнейшем продвижении Красной армии и флота, командующий флотилией контр-адмирал С. Г. Горшков и начальник штаба капитан 1-го ранга А. В. Свердлов придавали большое значение минно-тральным проблемам. В связи с этим на должность флагманского минера был назначен на тот момент капитан 3-го ранга Г. Н. Охрименко, ранее уже отличившийся в ходе разминирования Чёрного моря.
На пути к Дунаю Г. Н. Охрименко организовал траление мин в низовьях Днепра, прибрежных районах Чёрного моря, в акватории Одесского порта, на Днестровском лимане.
С 1944 года участвовал в разминировании Дуная. Под руководством Г. Н. Охрименко советские, болгарские и румынские тральщики тщательно изучали акваторию реки. Опрашивались местные жители и рыбаки, которые могли быть свидетелями минных постановок немцев. От Белграда до Нови-Сада немцы оставили на Дунае почти три тысячи мин.
Если в годы войны на домах, в том числе белградских, будапештских, братиславских, венских, после их разминирования появлялись памятные таблички: «Проверено. Мин нет», то на Дунае лучшим «автографом» были чистые, безопасные фарватеры, которые жители придунайских стран называли «фарватерами Охрименко».
За исключительные заслуги перед Югославией капитан 2 ранга Г. Н. Охрименко был удостоен звания Народный герой Югославии, а 21 июня 1945 года награждён орденом Народного героя. Награду вручил Иван Рибар.

#### Послевоенная карьера
Командовал 1-й Краснознаменной бригадой траления КДуФ до октября 1946 года затем направлен в распоряжение Управления кадров Военно-Морских Сил. С марта 1947 года до ноября 1949 год Охрименко проходит обучение в Военно-Морской Академии. По окончании академии капитан 1 ранга Охрименко назначается командиром 1-й бригады траления ЧФ, которая с января 1951 года вошла в сформированную 24-ю дивизию ОВР Главной базы ЧФ. В этой должности продолжал заниматься очисткой Чёрного моря от мин. С мая 1953 года находится в распоряжении ГК ВМС, а с июня 1953 того же года назначается начальником минно-торпедного факультета Каспийского ВВМУ. В сентябре 1954 года назначен заместителем начальника ВНИИ № 3 ВМС. С мая 1956 года назначен на должность начальника полигона № 220 ВМФ. С июля 1961 года выведен в распоряжение ГК ВМФ, после чего в течение 2-х месяцев (26.02.1962 — 27.04.1962) исполняет обязанности начальника 6-го отдела 7-го управления 4-го ВНИИ ВМФ. С апреля 1962 года служит начальником 2-го управления этого же НИИ. В сентябре 1966 года назначается начальником 1-го полигона ВМФ (г. Феодосия). Воинское звание «контр-адмирал» присвоено постановлением № 979 Совета Министров СССР от 25 октября 1967 года.
7 декабря 1970 года уволен в запас. Проживал в городе Феодосия, скончался 31 марта 1996 года.

#### Ограбление
В апреле 1996 года квартира Охрименко была ограблена, в числе похищенного были все его награды (их насчитывалось 37). Награды «всплыли» очень быстро — уже в 1997 году они были выставлены на аукционе, причём их владелец зарегистрировался как гражданин США.

## Награды
- четыре ордена Красного Знамени (07.05.1942[10], 26.09.1944[11], 19.03.1946[12],  26.02.1953[13])
- орден Ушакова II степени (08.07.1945)[14]
- два ордена Отечественной войны I степени (19.03.1944[15], 06.04.1985[16])
- два ордена Красной Звезды (24.06.1948[13], 23.02.1962)

медали в том числе:
- - «За боевые заслуги» (03.11.1944)[13]
  - «За оборону Одессы»
  - «За оборону Севастополя»
  - «За оборону Кавказа»
  - «За победу над Германией в Великой Отечественной войне 1941—1945 гг.»
  - «За взятие Будапешта»
  - «За взятие Вены»
  - «За освобождение Белграда»
  - «Ветеран Вооружённых Сил СССР»

Других государств
- орден Народного героя  (СФРЮ)
- орден «За храбрость» (СФРЮ)
- орден Звезды Румынии (Румыния)
- орден Знамени (ВНР)
- орден «За храбрость» (Болгария)
- орден «За военные заслуги» (Болгария)
- орден «За Свободу» (ЧССР)
- медаль «За укрепление дружбы по оружию» (ЧССР)